# Vaqif Cavadov
Vaqif Füzuli oğlu Cavadov (ur. 25 maja 1989 w Baku) – azerski piłkarz grający na pozycji napastnika.

## Kariera klubowa
Vaqif Cavadov piłkarską karierę rozpoczynał w CSKA Moskwa w zespole juniorów, gdzie grał w latach 2004–2007. Jednak w pierwszej drużynie CSKA nie zagrał ani razu i w 2007 roku opuścił rosyjski klub zasilając azerski Qarabağ FK. Natomiast w 2010 roku przeniósł się do drużyny FC Twente, a latem został wypożyczony do Bakı FK. Następnie grał w takich klubach jak: Wołga Niżny Nowogród, Qarabağ Ağdam, İnter Baku, Gaziantep BB i Boluspor. W 2015 przeszedł do klubu Xəzər Lenkoran, z którego został wypożyczony do Qəbələ FK.

## Kariera reprezentacyjna
W reprezentacji Azerbejdżanu Javadov zadebiutował w 2006 roku, w wieku 17 lat.

## Nagrody
Klubowe:
- Puchar Azerbejdżanu(sezon 2008/2009)

Indywidualne:
- Piłkarz Roku w Azerbejdżanie 2009